# Reinhold Ockel
Reinhold Ockel (vollständiger Name: Reinhold Wilhelm Ockel; * 24. Februar 1899 in Mannheim; † 23. Februar 1989) war ein deutscher Schauspieler, Regisseur, Bühnenbildner, Verwaltungsdirektor und Theaterintendant.
Als Regisseur war er für die Niederdeutsche Bühne der literarischen Gesellschaft Münster in Westfalen tätig. Von 1935 bis 1944 leitete er das Ulmer Theater, das als das älteste städtische Theater Deutschlands gilt. Im Jahr 1937 gab er der Tänzerin Anni Peterka den Auftrag, im Theater eine eigene Tanzgruppe aufzubauen. Sie wurde fünf Jahre später während einer Probe verhaftet, weil sie „Achteljüdin“ war. Unklar ist, ob Ockel von Anni Peterkas Abstammung wusste, als er sie eingestellt hat.
Nach dem Ende des Nationalsozialismus leitete das Ministerium für politische Befreiung gegen Reinhold Ockel in Heidenheim und Ulm Spruchkammerverfahren ein, die von 1946 bis 1948 dauerten. Diese durch das sogenannte „Befreiungsgesetz“ eingeführten Verfahren verfolgten das Ziel der Entnazifizierung der deutschen Bevölkerung.